# Polastron (Gers)
Polastron (gaskognisch: gleichlautend) ist eine französische Gemeinde mit 269 Einwohnern (Stand: 1. Januar 2022) im Département Gers in der Region Okzitanien. Sie gehört zum Kanton Val de Save und zum Arrondissement Auch. Die Einwohner werden Polastronnais genannt.

## Lage
Polastron liegt etwa 53 Kilometer westsüdwestlich von Toulouse. Umgeben wird Polastron von den Nachbargemeinden Aurimont und Saint-André im Norden, Bézéril im Osten und Nordosten, Saint-Soulan im Süden und Südosten, Saint-Martin-Gimois im Süden und Südwesten sowie Tirent-Pontéjac im Westen und Nordwesten.

## Bevölkerungsentwicklung
| Jahr                       | 1962 | 1968 | 1975 | 1982 | 1990 | 1999 | 2006 | 2017 |
| -------------------------- | ---- | ---- | ---- | ---- | ---- | ---- | ---- | ---- |
| Einwohner                  | 302  | 231  | 198  | 191  | 191  | 188  | 230  | 272  |
| Quellen: Cassini und INSEE |      |      |      |      |      |      |      |      |

## Sehenswürdigkeiten
- Kirche von Polastron aus dem 15. Jahrhundert
- Kirche Saint-Pierre von Laurac
- Burgruine